# Pneumatopteris angusticaudata
Pneumatopteris angusticaudata är en kärrbräkenväxtart som beskrevs av Holtt. Pneumatopteris angusticaudata ingår i släktet Pneumatopteris och familjen Thelypteridaceae. Inga underarter finns listade.